# Franz Ludwig (Politiker)
Johann Franz Ludwig (* 4. Mai 1841 in Zeulenroda; † 28. April (oder 22. April) 1922 ebenda) war ein deutscher Posamentiermeister und Politiker.

## Leben
Ludwig war der Sohn des Schuhmachermeisters Johann Gottlieb Ludwig und dessen Ehefrau Henriette Friederike geborene Gründer aus Zeulenroda. Er war evangelisch-lutherischer Konfession und heiratete am 10. Januar 1864 in Zeulenroda Emilie Friederike Horlebeck (* 1. Juli 1841 in Zeulenroda; † 7. Januar 1908 ebenda), die Tochter des Zeugmachers Traugott Eduard Horlebeck in Zeulenroda.
Ludwig machte eine Lehre als Posamentierer und wurde Posamentiermeister in Zeulenroda. Später war er dort Posamentierhändler. Er war 24 Jahre Hauptmann der Schützengesellschaft von Zeulenroda.
Seit 1871 war er Gemeinderatsmitglied und seit dem 28. Mai 1904 Stadtrat, bevor er 1912 alle Ämter zurückgab und in Ruhestand trat. Vom 7. Dezember 1874 bis zum 29. Juli 1878 sowie vom 6. bis 22. Dezember 1879 und vom 28. Mai bis 16. November 1881 als Stellvertreter für Carl Schoeper war er Abgeordneter im Greizer Landtag. 1912 wurde er zum Ehrenbürger der Stadt Zeulenroda ernannt. Die Franz-Ludwig-Straße in Zeulenroda ist nach ihm benannt.